# كارمل فالي (كاليفورنيا)
كارمل فالي (بالإنجليزية: Carmel Valley Village CDP, California)‏ هي قرية تقع بولاية كاليفورنيا في الولايات المتحدة. تبلغ مساحتها 49.673 كم2، وترتفع عن سطح البحر 258 م، بلغ عدد سكانها 4,407 نسمة في عام 2010 حسب إحصاء مكتب تعداد الولايات المتحدة وتصل الكثافة السكانية فيها 88.7 نسمة لكل كيلومتر مربع (229.7/ميل2).

## التركيبة السكانية
حدّد مكتب تعداد الولايات المتحدة بيانات التركيبة السكانية لكارمل فالي في تعداد الولايات المتحدة. في ما يلي، التركيبة السكانية حسب تعدادي 2000 و2010.

### تعداد عام 2000
بلغ عدد سكان كارمل فالي 4,700 نسمة بحسب تعداد عام 2000، وبلغ عدد الأسر 1,963 أسرة وعدد العائلات 1,279 عائلة مقيمة في القرية. في حين سجلت الكثافة السكانية 94.6 نسمة لكل كيلومتر مربع (245.0/ميل2). وبلغ عدد الوحدات السكنية 2,105 وحدة بمتوسط كثافة قدره 42.4 لكل كيلومتر مربع (109.8/ميل2).
وتوزع التركيب العرقي للقرية بنسبة 92.45% من البيض و0.38% من الأمريكيين الأفارقة و0.38% من الأمريكيين الأصليين و1.89% من الأمريكيين ذوي الأصول الآسيوية و0.11% من سكان جزر المحيط الهادئ و2.72% من الأعراق الأخرى و2.06% من عرقين مختلطين أو أكثر و5.81% من الهسبانيون أو اللاتينيون من أي عرق.
بلغ عدد الأسر 1,963 أسرة كانت نسبة 28.5% منها لديها أطفال تحت سن الثامنة عشر تعيش معهم، وبلغت نسبة الأزواج القاطنين مع بعضهم البعض 54% من أصل المجموع الكلي للأسر، ونسبة 7.7% من الأسر كان لديها معيلات من الإناث دون وجود شريك،  بينما كانت نسبة 3.4% من الأسر لديها معيلون من الذكور دون وجود شريكة وكانت نسبة 34.8% من غير العائلات. تألفت نسبة 26% من أصل جميع الأسر من عدة أفراد يعيشون في نفس المنزل ونسبة 9.7% كانت تتألف من شخص يعيش بمفرده يبلغ من العمر 65 عاماً أو أكثر. وبلغ متوسط حجم الأسرة المعيشية 2.39، أما متوسط حجم العائلات فبلغ 2.86.
بلغ العمر الوسطي للسكان 46.0 عاماً. وكانت نسبة 20.6% من القاطنين تحت سن الثامنة عشر، وكانت نسبة 4.7% بين الثامنة عشر والرابعة والعشرين عاماً، ونسبة 22.5% كانت واقعةً في الفئة العمرية ما بين الخامسة والعشرين والرابعة والأربعين عاماً، ونسبة 36.2% كانت ما بين الخامسة والأربعين والرابعة والستين، ونسبة 15.8% كانت ضمن فئة الخامسة والستين عاماً فما فوق. يوجد لكل 100 أنثى 95.0 ذكر، ويوجد لكل 100 أنثى في الثامنة عشر من عمرها فما فوق 92.5 ذكر.
بلغ متوسط دخل الأسرة في القرية 70,799 دولارًا، أما متوسط دخل العائلة فبلغ 85,191 دولارًا. وكان متوسط دخل الذكور 56,083 دولارًا مقابل 37,406 دولارًا للإناث. وسجل دخل الفرد الخاص بالقرية 42,991 دولارًا. وكانت نسبة 3.1% من العائلات ونسبة 3.9% من السكان تحت خط الفقر، وكان من هؤلاء نسبة 4.5% تحت سن الثامنة عشر ونسبة 5.1% في الخامسة والستين من العمر وما فوق.

### تعداد عام 2010
بلغ عدد سكان كارمل فالي 4,407 نسمة بحسب تعداد عام 2010، وبلغ عدد الأسر 1,895 أسرة وعدد العائلات 1,222 عائلة مقيمة في القرية. في حين سجلت الكثافة السكانية 88.7 نسمة لكل كيلومتر مربع (229.7/ميل2). وبلغ عدد الوحدات السكنية 2,156 وحدة بمتوسط كثافة قدره 43.4 لكل كيلومتر مربع (112.4/ميل2).
وتوزع التركيب العرقي للقرية بنسبة 91.76% من البيض و0.48% من الأمريكيين الأفارقة و0.50% من الأمريكيين الأصليين و1.59% من الأمريكيين ذوي الأصول الآسيوية و0.25% من سكان جزر المحيط الهادئ و2.72% من الأعراق الأخرى و2.70% من عرقين مختلطين أو أكثر و7.44% من الهسبانيون أو اللاتينيون من أي عرق.
بلغ عدد الأسر 1,895 أسرة كانت نسبة 23.6% منها لديها أطفال تحت سن الثامنة عشر تعيش معهم، وبلغت نسبة الأزواج القاطنين مع بعضهم البعض 52.1% من أصل المجموع الكلي للأسر، ونسبة 8.5% من الأسر كان لديها معيلات من الإناث دون وجود شريك،  بينما كانت نسبة 3.8% من الأسر لديها معيلون من الذكور دون وجود شريكة وكانت نسبة 35.5% من غير العائلات. تألفت نسبة 26.7% من أصل جميع الأسر من عدة أفراد يعيشون في نفس المنزل ونسبة 11.3% كانت تتألف من شخص يعيش بمفرده يبلغ من العمر 65 عاماً أو أكثر. وبلغ متوسط حجم الأسرة المعيشية 2.32، أما متوسط حجم العائلات فبلغ 2.77.
بلغ العمر الوسطي للسكان 51.7 عاماً. وكانت نسبة 17.3% من القاطنين تحت سن الثامنة عشر، وكانت نسبة 5% بين الثامنة عشر والرابعة والعشرين عاماً، ونسبة 16.5% كانت واقعةً في الفئة العمرية ما بين الخامسة والعشرين والرابعة والأربعين عاماً، ونسبة 40.6% كانت ما بين الخامسة والأربعين والرابعة والستين، ونسبة 20.6% كانت ضمن فئة الخامسة والستين عاماً فما فوق. وتوزع التركيب الجنسي للسكان بنسبة 48.4% ذكور و51.6% إناث.